# Adriano Ferreira
Adriano Ferreira Martins (São Paulo; 21 de enero de 1982), conocido simplemente como Adriano, es un futbolista brasileño. Desde 2021 se encuentra sin club tras dejar el Associação Atlética Portuguesa.

## Títulos

### Internacionales
- Recopa Sudamericana 2007.
- Copa Dubái 2008.
- Campeonato Gaúcho: 2008.